# آيت عبد الرحمان (لاربيع)
آيت عبد الرحمان هو دُوَّار يقع بجماعة بني حسن، إقليم أزيلال، جهة بني ملال خنيفرة في المملكة المغربية. ينتمي الدوّار لمشيخة لاربيع التي تضم 4 دواوير. يقدر عدد سكانه بـ 662 نسمة حسب الإحصاء الرسمي للسكان والسكنى لسنة 2004.

## وصلات خارجية
- البوابة الوطنية للجماعات الترابية
- المندوبية السامية للتخطيط